# Trente (Kandinsky)
Pour les articles homonymes, voir Trente.
Trente est un tableau réalisé par le peintre d'origine russe Vassily Kandinsky entre décembre 1936 et janvier 1937 à Paris, en France. Cette huile sur toile est une œuvre abstraite qui représente une sorte de damier constitué de trente cases noires et blanches remplies de formes géométriques et organiques. Donation de Nina Kandinsky en 1976, elle est conservée au musée national d'Art moderne.